# Ciągnik kołowy

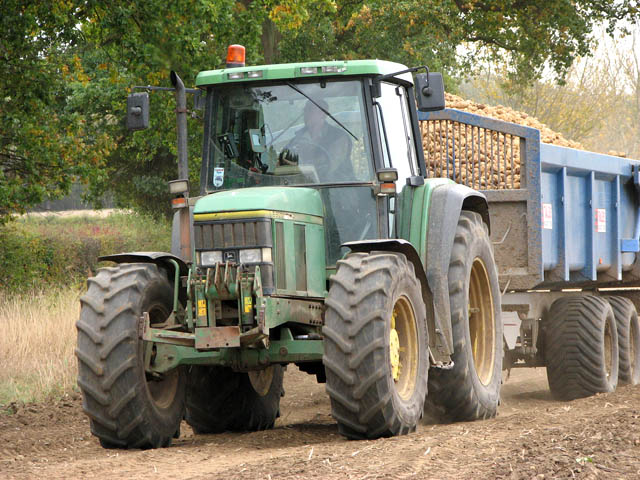
Współczesny ciągnik kołowy marki John Deere

Ciągnik kołowy (pot. ciągnik uniwersalny) – rodzaj ciągnika wyposażonego w kołowy układ jezdny.
Ciągniki kołowe dzielą się na jedno- i dwuosiowe.
Najbardziej rozpowszechnionym klasycznym rozwiązaniem konstrukcyjnym jest ciągnik dwuosiowy z napędzaną tylną osią, oznaczony symbolem 4K2. Symbol ten tłumaczy się: 4K – ciągnik 4-kołowy, 2 – napędzane dwa koła.
Stosowane są też ciągniki 4-kołowe z napędem na wszystkie koła. W takim przypadku rozróżnia się dwie grupy:
- 4K2a – ciągnik z uzupełniającym przednim napędem (koła przednie są mniejsze od kół tylnych)
- 4K4 – ciągnik z dwoma napędami (gdy wszystkie koła mają jednakowe wymiary).

Firmy zagraniczne używają odpowiednio oznaczeń 2WD (ang. 2-wheel drive) i 4WD.